# Klotho (Protein)
Klotho ist ein Proteohormon, welches bei Mäusen das Leben um zirka 20 bis 30 % verlängern kann. Es handelt sich um ein membranständiges Protein mit einer Größe von 130 kDa. Darüber hinaus gibt es eine lösliche Form des Proteins, das als solube Klotho (sKL) bezeichnet wird. Durch proteolytische Spaltung vor (α-cut) bzw. nach (β-cut) der KL2-Domäne des Proteins, entstehen entweder ein 130kDa großes sKL, oder aber 60–70 kDa große Klothofragmente.
1997 identifizierte Makoto Kuro’o am Nationalen Institut für Neurowissenschaften in Tokio ein neues Gen, welches in der Maus die Lebensspanne bei vermehrter Expression verlängert. Ein Defekt in diesem Gen führt zu einem Syndrom, das dem menschlichen Altern ähnelt. Die betroffenen Tiere haben eine verminderte Lebenserwartung, sind unfruchtbar und entwickeln typische Alterskrankheiten wie Arteriosklerose, Hautatrophie, Osteoporose und Lungenemphysem.
Das Klotho-Gen kodiert für ein Transmembranprotein mit einer Transmembrandomäne. Das Klotho-Protein bindet als Co-Rezeptor an verschiedene Rezeptoren für Fibroblasten-Wachstumsfaktor (Fibroblast Growth Factor). Bislang sind 22 Fibroblasten-Wachstumsfaktoren bekannt, jedoch nur vier unterschiedliche Rezeptoren. Man vermutet deshalb, dass die Spezifität der Rezeptorproteine durch Co-Rezeptoren vermittelt wird. Erst die Bindung von Klotho an Fibroblasten-Wachstumsfaktor-Rezeptor 1 (FGFR1 subtype IIIc) führt dazu, dass Fibroblasten-Wachstumsfaktor 23 (FGF23) spezifisch binden kann. FGF23 ist ein Hormon aus dem Knochen, das in der Niere die Rückresorption von Phosphat und die Synthese von Vitamin D hemmt.
Mäuse, die mit einem monoklonalem Antikörper gegen Klotho behandelt wurden, sprechen nicht mehr auf FGF23 an.
Das Klothoprotein wird vor allem in der Niere, aber auch in Plazenta, Prostata, Lunge, Milz und der Nebenschilddrüse exprimiert. Nach aktuellem Wissensstand ist die Niere die Hauptquelle von löslichem Klotho, da in nierenspezifischen Klotho-Knockout Mäusen kein sKL zirkuliert.
In der Niere
- hemmt Klotho die Rückresorption von Phosphat in den proximalen Tubuluszellen durch direkte Bindung an den FGF-Rezeptor,
- regelt Klotho die Calcium-Rückresorption durch Stabilisierung des TRPV5-Calcium-Kanals in der Zellmembran,
- hemmt Klotho die 1α-Hydroxylase und damit die Aktivierung von 25(OH)Vitamin D3 zu Calcitriol.

Der Effekt auf den Calcium- und auf den Phosphat-Transport in der Niere ist synergistisch zu den Auswirkungen von Parathormon, der Effekt auf die Calcitriol-Synthese dagegen antagonistisch.
Die extrazelluläre Domäne von Klotho wird abgespalten und wird so zu einem humoralen Faktor. Das sezernierte Klotho-Protein reguliert mehrere Signalwege, darunter den Insulin/IGF-1-Weg und den Wnt-Signalweg, sowie die Aktivität vieler Ionenkanäle. Zudem schützt das Klotho-Protein Zellen und Gewebe von oxidativem Stress, der genaue Mechanismus ist aber noch nicht aufgeklärt.
Mäuse mit einem Defekt im Gen für FGF23 haben eine große Ähnlichkeit mit Mäusen mit einem Defekt im Klotho-Gen.
Knockout-Mäuse für FGF23 und Klotho weisen multiple Defekte auf:
- verminderte Lebensspanne
- verminderte sexuelle Reife mit Unfruchtbarkeit
- Kyphose
- Arteriosklerose
- ausgedehnte Weichteilverkalkungen
- Atrophie der Haut
- Muskelschwund
- gestörte T Zell-Funktion
- Lungenemphysem
- Osteopenie
- gestörter Mineralstoff-Haushalt, insbesondere Calcium-Phosphat-Haushalt
- gestörter Vitamin-D-Stoffwechsel.

Aufgrund dieser Veränderungen wird derzeit viel über eine enge Verbindung zwischen Altern des Gefäßsystems, Vitamin D und Phosphat-Haushalt spekuliert.
2007 wurde erstmals beim Menschen eine homozygote Mutation des Klotho-Gens beschrieben. Betroffen war ein 13-jähriges Mädchen, das eine schwere Kalzinose (Morbus Teutschländer) entwickelte mit Verkalkungen von Arteria carotis communis und äußerer Hirnhaut (Dura mater). Es fanden sich Störungen im Mineralstoffwechsel mit erhöhtem Serum-Phosphat, erhöhtem Serum-Calcium, erhöhtem Parathormon sowie erhöhtem FGF23. Expression und Sekretion von Klotho waren deutlich reduziert, dies führte zu einer eingeschränkten Signalübertragung von FGF23 über den FGF23-Rezeptor.
Patienten mit chronischen Nierenerkrankungen weisen im Vergleich zu gesunden Menschen erniedrigte Klothospiegel auf. Vor allem im späten Erkrankungsstadium kann Klotho als Indikator für eine Verlaufsprognose herangezogen werden. Eine Reduktion des Proteins kann z. B. durch oxidativen Stress, Entzündungsmediatoren oder Hyperglykämie ausgelöst werden. Ein Mangel an Klotho führt zu einer erhöhten FGF23 Expression, welche wiederum zur Reduktion der Vitamin D3-Synthese führt. Infolgedessen wird das Renin-Angiotensin-System aktiviert, das ebenfalls zur Klothosuppression führt. Über mehrere Feedbackmechanismen kommt es bei Patienten mit chronischem Nierenversagen (CKD) zu niedrigen Klothospiegeln, die mit einem schlechteren Krankheitsverlauf assoziiert werden.